# HD197560
HD197560 — хімічно пекулярна зоря спектрального класу
A0 й має видиму зоряну величину в смузі V приблизно  8,0.

## Пекулярний хімічний склад
Зоряна атмосфера HD197560 має підвищений вміст 
Si
.